# Carlos Mayor
Carlos Mayor (sinh ngày tháng năm 19) là một cầu thủ bóng đá người Argentina.

## Đội tuyển bóng đá quốc gia Argentina
Carlos Mayor thi đấu cho đội tuyển bóng đá quốc gia Argentina (Thế vận hội) từ năm 1988.